# نوپرندگان
نوپرندگان (نام علمی: Neoaves) نام یک فراراسته از زیررده نوآروارگان است.